# John Hickenlooper
Pour les articles homonymes, voir Hickenlooper.
John Wright Hickenlooper Jr., né le 7 février 1952 à Narberth (Pennsylvanie), est un homme politique américain. Membre du Parti démocrate, il est successivement maire de Denver de 2003 à 2011 et gouverneur du Colorado de 2011 à 2019. Lors des élections de 2020, il est élu au Sénat des États-Unis en battant le républicain sortant Cory Gardner.

## Biographie

### Famille et carrière professionnelle
John Hickenlooper grandit dans la banlieue de Philadelphie au sein de la classe moyenne,. Il est élevé par sa mère, après que son père décède alors qu'il n'a que huit ans,. Il étudie à la Haverford School et en sort diplômé en 1970, puis reçoit une licence d'anglais à l'université Wesleyenne en 1974 puis une maîtrise en géologie de la même université en 1980,. Durant ses études, il participe à la fondation d'un centre de santé communautaire à Middletown (Connecticut).
Il déménage dans le Colorado pour travailler comme géologue chez Buckhorn Petroleum dans les années 1980,. Après le rachat de l'entreprise, il est licencié en 1986. En 1988, il change de secteur d'activités et décide de fonder la brasserie Wynkoop (Wynkoop Brewing Corporation), le premier « bistrot-brasserie » du Colorado. À ce titre, il œuvre pour la revitalisation du LoDo,. Après plusieurs années, Hickenlooper acquiert une certaine fortune et ouvre une dizaine de brasseries dans le pays.
John Hickenlooper a un enfant (Teddy) avec sa première épouse Helen Thorpe. En secondes noces, il épouse Robin Pringle. Il est membre de la Société religieuse des Amis (quakers).

### Maire de Denver

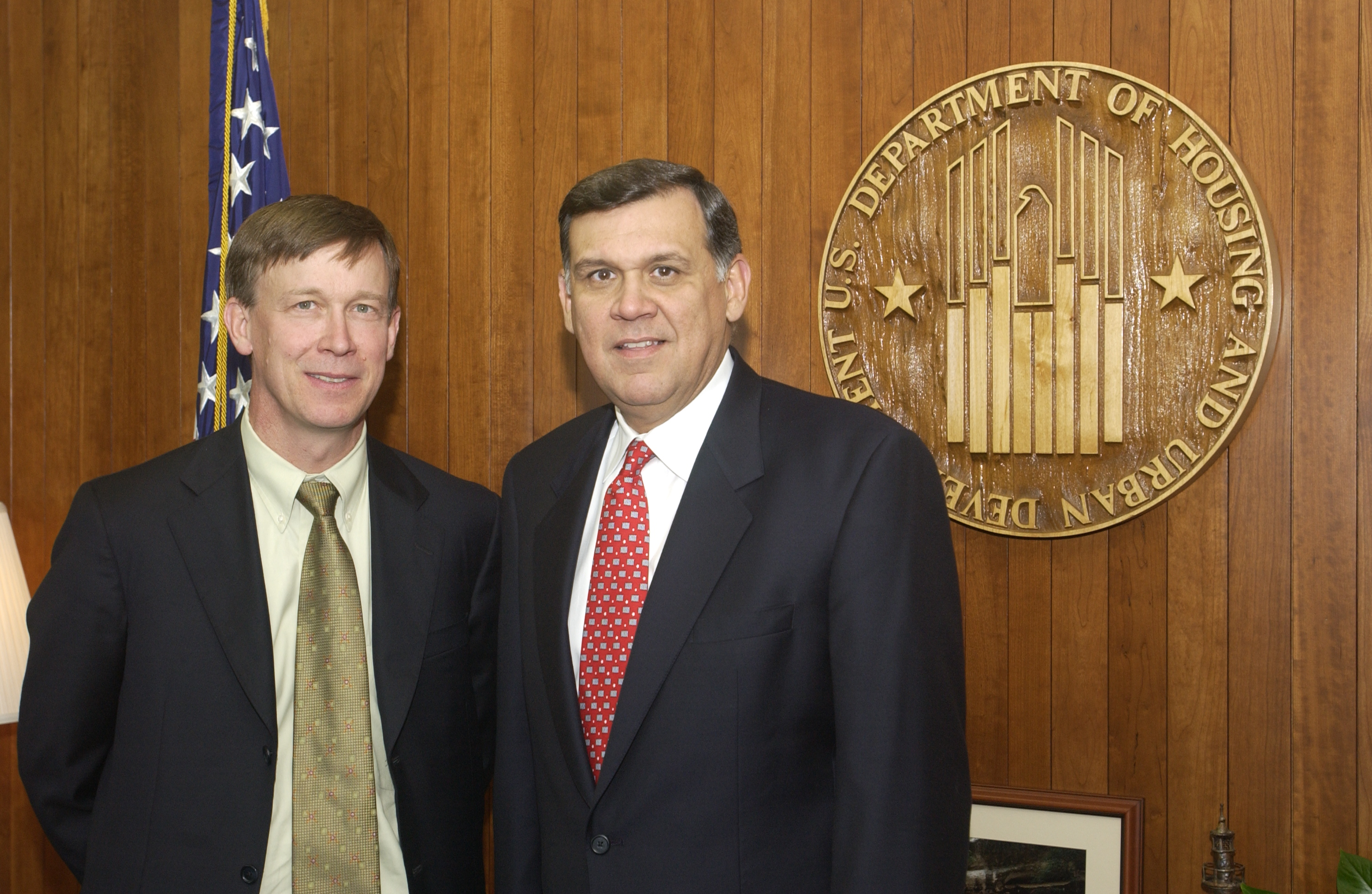
John Hickenlooper et le secrétaire au Logement Mel Martínez en 2003.

Après s'être engagé contre un projet de nouveau stade pour les Broncos de Denver en 1999, Hickenlooper se lance en politique en 2003 lorsqu'il candidate à la mairie de Denver, capitale du Colorado. Il fait campagne pour attirer les entreprises à Denver, s'opposant à des hausses d'impôts et à l'interdiction de fumer dans les lieux publics. D'abord peu connu face à Don Mares, auditeur de la ville, et Ari Zavaras, ancien chef de la police locale, il réussit à se faire connaître en diffusant des publicités télévisées en sa faveur et en proposant un budget équilibré pour la ville. Il arrive en tête du  premier tour non partisan avec 43 % des voix, devant Mares à 22 %,. Au terme d'une campagne particulièrement cordiale, Hickenlooper est donné largement gagnant par les sondages. Il remporte le deuxième tour avec 64,6 % des suffrages.
En 2005, le magazine Time le classe parmi les cinq meilleurs maires d'une grande ville américaine. Il est réélu en 2007 avec 87 % des voix. Il demeure en fonction jusqu'à sa démission en janvier 2011, avant de prendre ses fonctions de gouverneur de l'État.
Durant son mandat, Hickenlooper assainit les finances de la ville, qui passe d'un déficit budgétaire de 70 millions de dollars à un surplus, en réduisant notamment les salaires des fonctionnaires mais sans réduire les services publics. Il permet le développement des transports en commun dans l'agglomération de Denver pour 5 milliards de dollars grâce à une augmententation de la taxe sur les ventes,. Il est également crédité pour avoir attiré la Convention nationale démocrate de 2008 à Denver.

### Gouverneur du Colorado

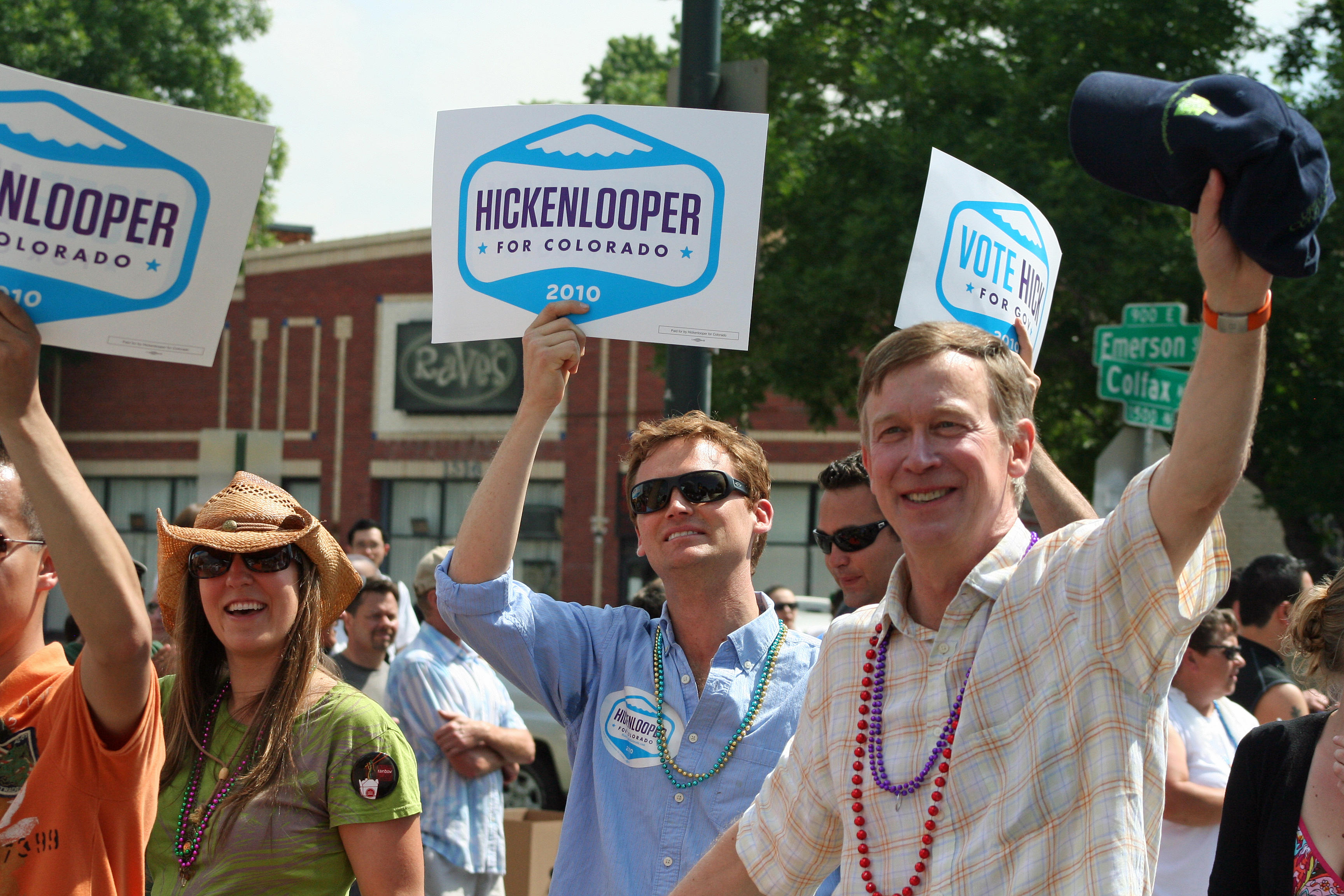
Hickenlooper en campagne pour le poste de gouverneur en 2010.

Lors des élections de 2010, il se présente à la succession du démocrate Bill Ritter pour devenir gouverneur du Colorado. Il remporte la primaire démocrate sans opposant. Après plusieurs gaffes du candidat républicain Dan Maes, l'ancien représentant républicain Tom Tancredo se présente sous les couleurs du Parti de la Constitution. Le démocrate domine les sondages et est considéré comme le favori face aux républicains divisés. Lors du scrutin du 2 novembre 2010, Hickenlooper est facilement élu gouverneur avec 51 % des voix contre 11 % pour Maes, lui-même largement devancé par Tancredo qui obtient 37 %.
Le mandat du gouverneur Hickenlooper débute le 11 janvier 2011. Au début de son mandat, il travaille avec une législature du Colorado partagée entre une Chambre des représentants républicaine et un Sénat démocrate, lui permettant de ne signer que des lois faisant l'objet de compromis.
En dépit de son opposition, les électeurs du Colorado votent en 2012 pour la légalisation du cannabis. Il travaille cependant pour encadrer l'industrie après sa légalisation. Lors de ces mêmes élections de 2012, les démocrates remportent les deux chambres de l'Assemblée générale du Colorado. Il signe alors des lois plus progressistes visant à contrôler le port d'armes à feu (après la fusillade d'Aurora), à développer les énergies renouvelables, à autoriser les unions civiles pour les couples homosexuels ou encore à accorder des bourses à certains étudiants en situation irrégulière,,. Il combat cependant les municipalités interdisant la fracturation hydraulique, et — bien qu'il suspende indéfiniment l'exécution d'un condamné à mort — intervient pour faire échouer une proposition de loi sur l'abolition de la peine de mort.
John Hickenlooper est candidat à un second mandat lors des élections de 2014, à l'approche desquelles il se montre davantage centriste. Il met en avant ses capacités à diriger l'État, ayant répondu aux feux de forêts et aux inondations de 2013, ainsi que son bilan économique, le taux de chômage étant passé de 9,1 % à 4,7 % durant son premier mandat. Bien que sa popularité décline durant la campagne, il est réélu avec 3,35 points d'avance sur le républicain Bob Beauprez dans un contexte national difficile. Il est le seul démocrate à être réélu à l'échelle du Colorado. Il se retrouve à nouveau face à une législature partagée, cette fois-ci entre une Chambre des représentants démocrate et un Sénat républicain.
En raison de son parcours et de sa qualité de gouverneur d'un swing state, son nom est évoqué pour la vice-présidence en vue des élections de 2016,,. En janvier 2019, il quitte son poste de gouverneur du Colorado relativement populaire. L'année suivante, la commission de l'éthique le condamne pour avoir violé la loi du Colorado interdisant au gouverneur de recevoir des cadeaux, en raison de vols et diners gratuits reçus en 2018.

### Sénateur des Etats-Unis

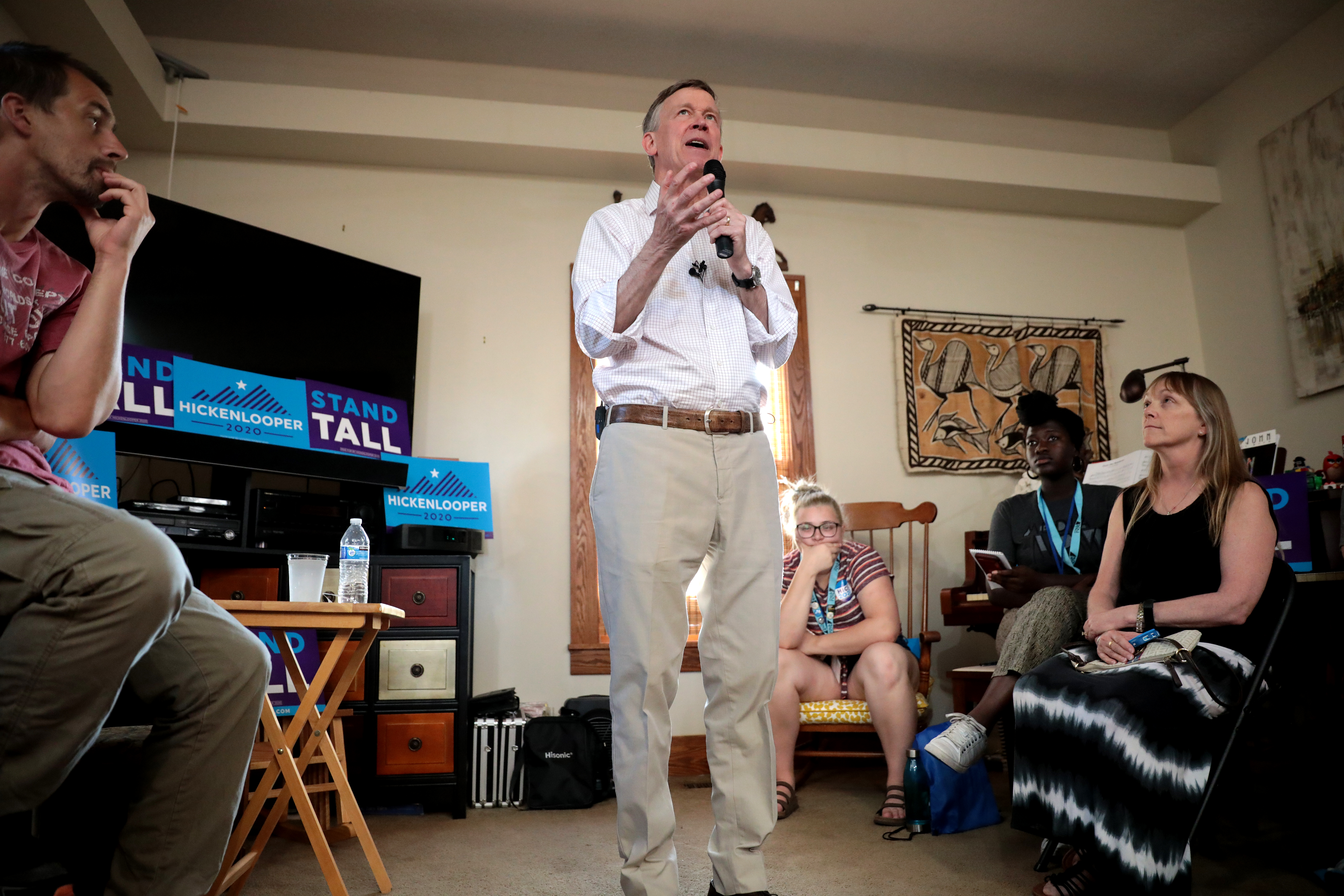
Hickenlooper en campagne en Iowa en 2019.

Le 4 mars 2019, il annonce sa candidature aux primaires démocrates en vue de l'élection présidentielle américaine de 2020. Sa campagne modérée rencontre peu d'enthousiasme et il retire sa candidature le 15 août suivant. Après avoir affirmé à plusieurs reprises ne pas être fait pour être sénateur durant sa campagne présidentielle, il se porte finalement candidat aux élections sénatoriales américaines de 2020 face au républicain sortant Cory Gardner.
Dès l'annonce de sa candidature au Congrès, il reçoit le soutien de la direction du Parti démocrate au Sénat et plusieurs candidats se retirent en sa faveur. Au printemps 2020, il distance Gardner de plus de dix points dans les sondages ; le sortant étant considéré comme le sénateur républicain le plus en danger du pays dans un État de plus en plus favorable aux démocrates,. Après plusieurs gaffes, Hickenlooper se retrouve cependant dans une primaire plus serrée que prévu face à Andrew Romanoff, ancien président de la Chambre des représentants du Colorado et candidat de la gauche du Parti démocrate,,. Le 30 juin 2020, il remporte la primaire démocrate avec 59 % des voix face à Romanoff. En vue de l'élection générale, il met en avant son bilan en tant que gouverneur et critique Cory Gardner pour ses positions conservatrices, notamment sur l'Obamacare. En face, les républicains l'attaquent particulièrement sur sa condamnation pour violation des règles d'éthique. Le 3 novembre, John Hickenlooper est facilement élu sénateur des États-Unis avec près de 54 % des suffrages contre 44 % pour Cory Gardner.